# Loi relative à la prévention et au règlement des difficultés liées au surendettement
La loi n°89-1010 du 31 décembre 1989 relative à la prévention et au règlement des difficultés liées au surendettement des particuliers et des familles, dite loi Neiertz, est une loi française qui vise à prévenir et accompagner les personnes victimes de surendettement.
Elle a été abrogée le 14 décembre 2000 à l'exception de la plupart de ses articles traitant des mesures préventives dont les commissions de surendettement font partie. Elle est remplacée par la procédure de rétablissement personnel pour le traitement des dossiers "dans une situation irrémédiablement compromise".
Instaurée initialement par la Secrétaire d’État chargé à la consommation Véronique Neiertz, elle définit notamment les conditions d'une situation de surendettement pour un ménage.

## Application de la loi
La loi Neiertz, adoptée le 31 décembre 1989, met en place une commission de surendettement ayant pour but de venir en aide aux personnes en grandes difficultés financières. Le consommateur en difficulté a la possibilité de constituer un dossier (auprès de la Banque de France) afin que cette commission analyse sa situation et décide - si besoin est - d'aider le consommateur en le conseillant, en ré-échelonnant ses dettes voire en annulant certaines si elles furent contractées lorsque le consommateur était déjà en surendettement.
Il existe une commission dans chaque département. La commission saisie dresse l'état d'endettement du ménage et propose des solutions qui peuvent s'articuler sur plusieurs axes :
- Révision de la durée des crédits en cours,
- Regroupement des crédits afin de diminuer le nombre d'échéances,
- Ventes d'actifs et analyse du niveau de vie au moment où la commission est saisie.